# Ceinture volcanique de Snæfellsnes

Carte des zones volcaniques de l'Islande avec la ceinture volcanique de Snæfellsnes (SVB, Snæfellsnes Volcanic Belt) dans l'ouest.

La ceinture volcanique de Snæfellsnes est une région volcanique d'Islande regroupant plusieurs systèmes volcaniques constitués de volcans centraux et de bouches éruptives associées, témoins de l'activité volcanique dans l'ouest du pays. Elle s'étend d'est en ouest sur la Snæfellsnes.
Les systèmes volcaniques de la ceinture volcanique de Snæfellsnes sont, d'est en ouest :
- les Ljósufjöll ;
- Helgrindur ;
- le Snæfellsjökull.